# Ancylometes amazonicus
Ancylometes amazonicus là một loài nhện trong họ Ctenidae.
Loài này thuộc chi Ancylometes. Ancylometes amazonicus được Eugène Simon miêu tả năm 1898.